# Ficus

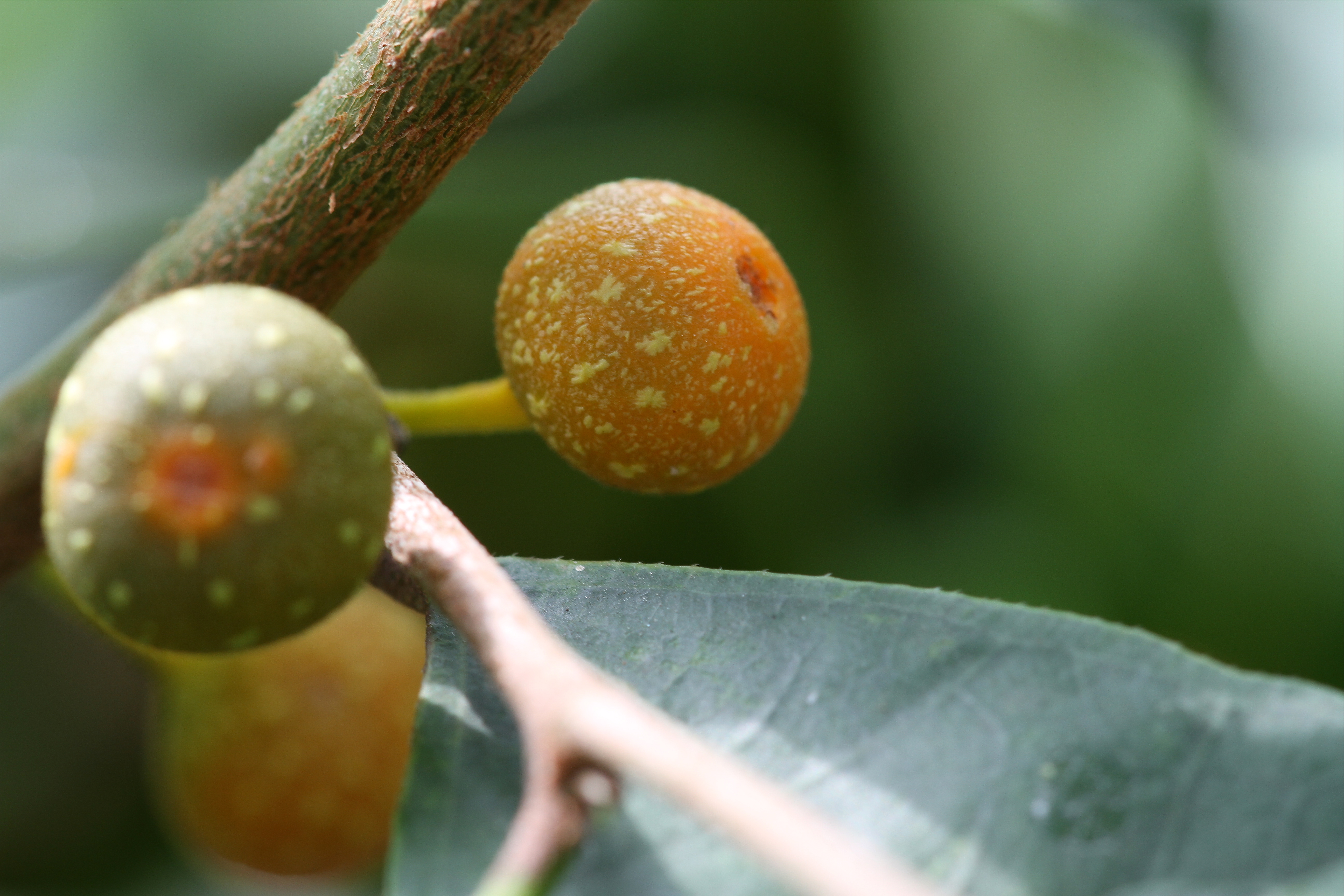
Ficus sinuata

Ficus is de botanische naam van een geslacht uit de moerbeifamilie (Moraceae). Het telt zo'n 750 soorten. In de keuken en aan tafel is het genus het meest bekend van de vijg, in de huiskamer van de kamerplant, de "ficus".
Biologisch is het genus zeer boeiend vanwege de bestuivingsecologie, waarbij elke soort zijn eigen vijgenwesp heeft.

## Soorten
- Ficus altissima
- Ficus benghalensis
- Ficus benjamina (waringin)
- Ficus carica (vijgenboom)
- Ficus elastica (Indische rubberboom)
- Ficus ingens
- Ficus lyrata (vioolbladplant)
- Ficus pumila (klimvijg)
- Ficus racemosa ("Indische vijgenboom")
- Ficus religiosa (bodhiboom)
- Ficus sycomorus (wilde of Egyptische vijgenboom)
- Ficus sur (Kaapse wilde vijgenboom)
- Ficus trichopoda
- Ficus thonningii of wurgvijgenboom